# Àtia Cortés i Martínez
Àtia Cortés i Martínez (Barcelona, 1985) és una enginyera informàtica, investigadora i professora universitària catalana. És experta del Centre de Supercomputació de Barcelona en les aplicacions de la intel·ligència artificial (IA) en la salut i l'assistència social i el seu àmbit d'estudi són els criteris bioètics, socioculturals i legals del desenvolupament d'aquesta tecnologia.
Al llarg de la seva carrera, ha format part de diverses institucions acadèmiques i ha estat membre de comitès d'investigació, ètics, legals i també sobre feminisme en les tecnologies de la informació i la comunicació.

## Trajectòria
Àtia Cortés i Martínez naixé a Barcelona l'any 1985 i es diplomà el 2009 en Enginyeria Tècnica i Sistemes d'Informàtica a la Universitat Politècnica de Catalunya (UPC). També hi obtingué el màster en Intel·ligència Artificial l'any 2012 i, el 2018, s'hi doctorà en IA amb la tesi Human-smart rollator interaction for gait analysis and fall prevention using learning methods and the i-Walker (traduïble en català com a «Interacció entre persones i caminadors intel·ligents per a l'anàlisi de la marxa i la prevenció de caigudes mitjançant mètodes d'aprenentatge i l'i-Walker»).
Especialitzada en les aplicacions de la IA en l'àmbit de l'assistència sanitària, començà a treballar en l'anàlisi de dades com a investigadora postdoctoral del Departament de Ciències de la Vida pertanyent al Centre de Supercomputació de Barcelona i exercí també, durant un període, de professora associada a la UPC. Aquesta posició de docència l'ocupà entre el 2017 i el 2020, on feu classes al Grau d'Informàtica i al màster d'IA que havia cursat com a alumna amb anterioritat.
Anys més tard, Cortés i Martínez mantingué el vessant tecnosanitari, però migrà el seu enfocament acadèmic cap a les consideracions ELSEC (acrònim dels àmbits «Ètic, Legal, Social, Econòmic i Cultural») que envolten la generació i implementació de noves IA. Atesa aquesta vinculació més bioètica, el Ministeri d'Indústria, Turisme i Comerç espanyol la proposà com a nova membre del Comitè de Bioètica d'Espanya a mitjan 2022.
En la seva recerca nacional i europea, que ha inclòs aparells sanitaris, assajos clínics, l'anàlisi del rendiment de conjunts de dades o el desenvolupament de vehicles autònoms, Cortés i Martínez ha demostrat l'existència de desigualtats com la racial, forts biaixos socials i informació compromesa en paquets de dades que serveixen per a entrenar models d'IA. Per aquesta raó, des dels diversos grups de treball dels quals ha format part ha reivindicat conceptes com la retenció del coneixement i del talent, puix que segons ella el valor afegit produït per una comunitat sempre hauria de ser superior a les dades massives que genera. També ha remarcat els perills de la possible bretxa socioeconòmica que suposa la diferent maduresa d'implementació de les IA per part de les grans multinacionals respecte d'aquella a què poden aspirar les pimes i les institucions de recerca.
Endemés, ha adoptat un discurs que aposta per la paritat de gènere en les disciplines STEM; ha defensat una perspectiva d'aplicació de les IA que permeti un feminisme interseccional i contra la desigualtat social, sobretot pel que fa a la inclusió de més metadades clíniques femenines que permetin conclusions prou representatives per a dones i minories ètniques. Ha participat de xarxes internacionals com Bioinfo4Women i l'any 2022 la revista Forbes la distingí com un dels 40 millors futuristes a Espanya.